# تأثير الطريقة
يستعمل مصطلح تأثير الطريقة في مجال علم النفس التجريبي وغالبًا في المجالات التي تتعامل مع الذاكرة والتعلم، وهذا للإشارة إلى مدى اعتماد أداء المتعلمين على طريقة تقديم العناصر التي تخضع للدراسة.

## الوصف
يمكن أن يشير مصطلح الطريقة إلى عدد من خصائص المادة التي تخضع للدراسة. ومع ذلك فهذا المصطلح يستخدم لوصف الاستدعاء المتطور للعناصر النهائية لقائمة قُدمت بطريقة سمعية مقارنة بالتقديم المرئي. فالتأثير يظهر في الاستدعاء الحر (استدعاء عناصر القائمة من خلال أي ترتيب محدد)، والاستدعاء التسلسلي، (استدعاء عناصر القائمة من خلال ترتيب الدراسة)، واستدعاء الجمل قصيرة المدى (استدعاء كلمات محددة من الجمل ذات المعاني المماثلة)، واستدعاء الارتباطات الثنائية (استدعاء ارتباط من تقديم أحد أعضاء عملية التقديم). وبالنسبة للارتباطات الثنائية، فإن التأثير يعتبر مقصورًا على احتمالية استدعاء متزايدة لآخر زوجين أو ثلاثة خضعوا للدراسة. وفي الاستدعاء الحر والاستدعاء التسلسلي يظهر تأثير الطريقة ببساطة كتأثير قريب مبالغ فيه في الاختبارات حيث يكون التقديم سمعيًا. وفي دراسات استدعاء الجمل قصيرة المدى، يكون التركيز على الكلمات في قائمة الكلمات الجاذبة للانتباه عند طلب المعلومات من العبارة التي تم تذكرها. وهذا يبين أن تأثير الطريقة يمكن أن يكون أقوى من التأثير السمعي أو المرئي.
وبالنسبة للاستدعاء التسلسلي، فإن تأثير الطريقة يظهر في امتداد الذاكرة المتزايد للقوائم التي تقدم بصورة سمعية. ويتم تعريف امتداد الذاكرة على أنه أقصى عدد من العناصر يمكن للمشارك استدعاؤه بصورة صحيحة خلال 505 محاولة. وعادة ما تجد الدراسات أن هذا يمثل سبعة أرقام وستة أحرف وخمس كلمات. وفي دراسة أجراها درونويسكي وموردوك، تمت ملاحظة أن قائمة مرئية من الكلمات الإنجليزية حققت استدعاء بلغ 4.82 كلمة، بينما أدى التقديم السمعي لنفس القائمة إلى تحقيق امتداد ذاكرة بلغ 5.36 كلمة وهو ما اعتبر تباينًا إحصائيًا مهمًا.
وتستخدم بعض الدراسات مصطلح «الطريقة» للإشارة إلى اختلاف عام في الأداء وفقًا لطريقة التقديم. فعلى سبيل المثال، أبرز جيبونز تأثيرات الطريقة في تجربة من خلال مطالبة المشاركين بعدّ إما أصوات الصفير أو النقاط المعروضة بصورة مرئية. وتم استنتاج العدد المطلوب تذكره من عدد النقاط أو أصوات الصفير التي تم عدها. ويعتبر تأثير الطريقة في تجارب الذاكرة مثالاً على تجميع المصادر والذي يشير إلى ميل العناصر التي يتم تقديمها بنفس الطريقة إلى أن تجتمع معًا أثناء الاستدعاء. إن المعالجات داخل قائمة الطريقة تؤثر على احتمالية الاستدعاء وترتيب الاستدعاء والتجميع.
استعمل بينيت موردوك نموذجًا أساسيًا للاستدعاء الحر بأنواع مختلفة من القوائم تخلط الكلمات التي يتم تقديمها سمعيًا ومرئيًا. وأشارت النتائج التي حصل عليها أن الطريقة عززت من استدعاء العناصر الحديثة ولكن دون التأثير على استدعاء العناصر السابقة على العناصر الحديثة. وقد اعتبر هذا التأثير أكبر نسبيًا عندما تم تقديم عناصر الدراسة بصورة أسرع. وبالرغم من ذلك، فمن خلال عروض القوائم المختلطة (القوائم التي تُعرض سمعيًا وبصريًا في فترة دراسة واحدة) يظهر رجحان الدراسة السمعية في جميع الأوضاع التسلسلية وليس فقط في الوضع الحديث. وقد فسّر موردوك هذا بأنه برهان على المستودعات قصيرة الأجل لذاكرة المرئيات والمسموعات.
وقد أظهر جلينبيرج أن تأثير الطريقة منتشر أيضًا في الذاكرة طويلة المدى وأوضح أن أزواج الكلمات المطلوب تذكرها، والتي تنفصل من خلال نشاط يجذب الانتباه عنها، يمكن استدعاؤها بصورة أفضل إذا ما قُدمت بطريقة سمعية مقارنة بالطريقة المرئية. ومن خلال استعمال تقنيات مماثلة لنموذج الاستدعاء الحر لدى موردوك، علاوة على إضافة كميات مختلفة من وقت جذب الانتباه (الذي استغرق في العدّ التنازلي)، أظهر جلينبيرج أن تأثير الطريقة لم يتأثر بنشاط التشويش وعليه، فلا يقتصر تأثير الطريقة نظريًا على الذاكرة قصيرة المدى.
تم استخدام العديد من المصطلحات للإشارة إلى تأثير الطريقة على العناصر الحديثة. فقد أطلق عليها كوردر ومورتون  المستودع السمعي لما قبل التصنيف. فهذا وغيره من المصطلحات المماثلة نحو (الذاكرة السمعية والدائرة السمعية) تُستعمل لتفسير نظام مستودع الذاكرة قصيرة المدى المتعلقة بالمعلومات الصوتية.

## وصلات خارجية
- The modality effect in multimedia instructions
- A Cognitive Theory of Multimedia Learning: Implications for Design Principles
- Watkins OC, Watkins MJ (سبتمبر 1980). "The modality effect and echoic persistence". J Exp Psychol Gen. ج. 109 ع. 3: 251–78. DOI:10.1037/0096-3445.109.3.251. PMID:6447188.